# José Francisco Sureda y Blanes
José Francisco Sureda y Blanes (Palma de Mallorca, 1916 - 1983) fue un médico y pintor español. Hijo único del médico Miguel Sureda i Blanes y de Juana Blanes Viale, y sobrino de Pedro Blanes Viale (pintor), de Francisco Sureda i Blanes (teólogo y lulista), Rosa, María y José Sureda i Blanes (químico y escritor).

## Exposiciones individuales y colectivas
- 1936 Saló d'Artistes Universitaris (Barcelona).
- 1957 VII Congreso Internacional de Cirugía i Traumatología (Barcelona), donde obtuvo la Medalla de Bronce de Médicos Artistas.
- 1975 Galerías Costa (Palma de Mallorca).
- 1976 Sala Nonell (Barcelona).
- 1976 Galería Carro (Cala Ratjada, Mallorca).
- 1976 Galerías Xaloc (Palma de Mallorca).
- 1975 Exposición de grupo "Trece pintores para un calendario" en los Salones del Fomento del Turismo (Palma de Mallorca).
- 1977 La Lonja (Palma de Mallorca).
- 1977 Casa de Cultura y Biblioteca (Artá).
- 1978 Sala Macarrón (Madrid).
- 1981 Sa Nostra (Manacor).
- 1983 Ayuntamiento de Santañí (Santañí).
- 1984 Círculo de Bellas Artes; Casal Balaguer (Palma de Mallorca).
- 1984 Galería Fluxà (Palma de Mallorca).
- 1986 Mutuelles Unies (París).
- 1988 Galería de Arte del Hotel Son Vida (Palma de Mallorca).
- 1990 La Caixa (Barcelona).
- 1990 Galería de arte Quesada (Montevideo, Uruguay).
- 1990 La Caixa (Valencia).
- 1991 Colegio de Médicos de Baleares (Palma de Mallorca).
- 1993 Fundación Barceló (Palma de Mallorca).

## Obra artística
Los años 50 serán de intensa actividad y dedicación profesional a la Medicina. Aun así, pinta algunos paisajes y figuras. Paulatinamente irá abandonando la pintura figurativa para dedicarse casi exclusivamente al paisaje. De esta época son algunos cuadros de Formentor, Cala Ratjada, Colonia de San Pedro, Bahía de Alcudia y Sierra de Tramontana.
De 1964 a 1974 pinta paisajes de Cala Agulla, Son Moll, Es Carregador, Faro y Puerto de Cala Ratjada, Playa de Canyamel, Es Cap Vermell, Costa de los Pinos, Port Verd, Bahía de Alcudia y Formentor.
En los años 80 los jardines serán su temática favorita: Raixa, Alfabia, la Cartuja de Valdemosa y el de su casa familiar (Can Sureda) de Artá. También detalles de los interiores de los templos, buscando efectos de luz, como el retablo barroco de la capilla del Corpus Christi de la catedral de Palma, la capilla del Rosario de la iglesia Parroquial de Artá y el santuario de Sant Salvador de Artá.

## Colecciones
- Banca Mas Sardà (Barcelona).
- Capella Clásica Mallorquina (Palma de Mallorca).
- Colegio de Médicos de Baleares (Palma de Mallorca).
- Fomento del Turismo de Baleares (Palma de Mallorca).
- Fundación Barceló (Palma de Mallorca).
- Fundación Castellblanch (Barcelona).
- La Caixa (Barcelona).
- La Caixa (Valencia).
- Museo Eusebio Giménez (Mercedes, Uruguay).
- Museo San Pío V (Valencia).
- Sa Nostra (Palma de Mallorca).
- Sociedad Española de Artistas Médicos (Madrid).

## Obra literaria

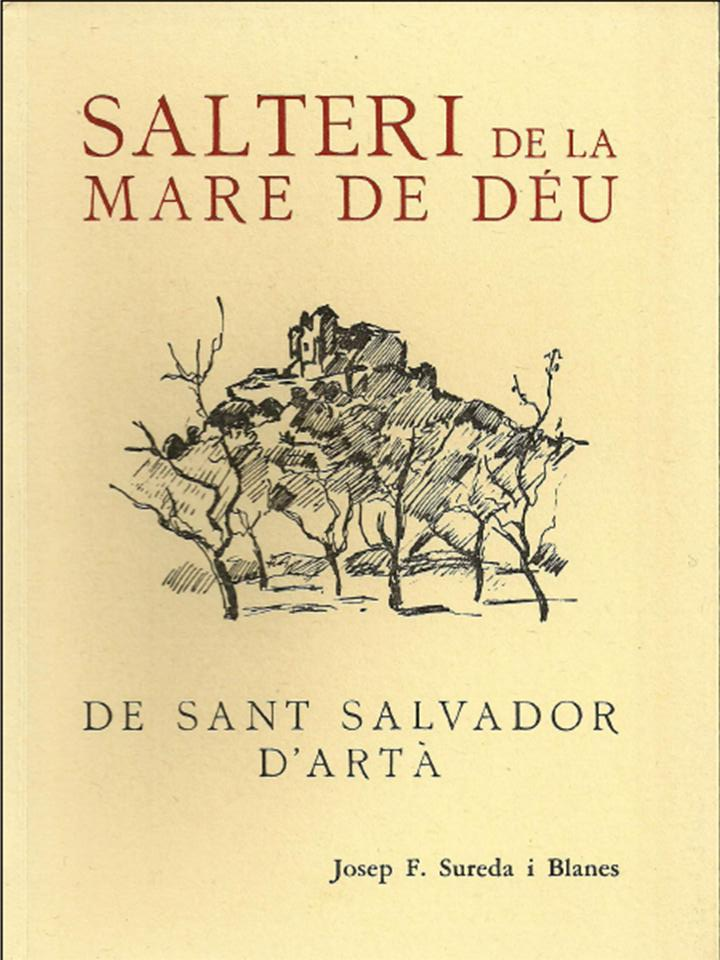
Portada del libro: Salteri de la Mare de Déu de Sant Salvador d'Artà de José Francisco Sureda y Blanes

- Salteri de la Mare de Déu de Sant Salvador de Artá (1975)